# Altishofen
Altishofen is een gemeente en plaats in het Zwitserse kanton Luzern.
Altishofen telt 1.335 inwoners.

## Geschiedenis
Altishofen maakte deel uit van het district Willisau  tot op 1 januari 2008 de districten van Luzern werden afgeschaft. Op 1 januari 2021 ging de buurgemeente Ebersecken op in Altishofen .